# Podlesí (Boêmia Central)
Podlesí (Boemia centrale) é uma comuna checa localizada na região da Boêmia Central, distrito de Příbram.